# Fontaine Les Jeux de la Mer
La fontaine Les Jeux de la Mer est une œuvre créée en 1935 par le sculpteur-céramiste landais Édouard Cazaux (1889-1974), exposée au square des Anciens-Combattants de Mont-de-Marsan, dans le département français des Landes.

## Présentation
L'œuvre est créée à l'origine pour le Pavillon landais à l'Exposition universelle de 1937 à Paris. Elle met en valeur, dans un médaillon central, deux jeunes femmes nues qui dansent de face, au rythme de la musique jouée par un troisième personnage nu leur tournant le dos. Ce dernier tient dans sa main droite un coquillage qu'il porte à sa bouche.
Elle est réalisée en céramique vernissée dans des tons dominants de bleu et de turquoise. Le caractère festif est temporisé par le choix de la couleur noire pour ces trois personnages principaux, dont les bras et jambes épousent la forme du cercle pour en occuper tout l'espace. Les registres humain, animalier et floral sont présents, coquillages, crustacés, écureuils et oiseaux complètent le décor de la fontaine.
Après l'exposition universelle de Paris, la fontaine est exposée de manière permanente en plein air, à l'angle Nord-Est du square des Anciens combattants de Mont-de-Marsan, à la place d'une fontaine primitive, dite fontaine du Bourg-Neuf, repositionnée pour l'occasion dans le parc Jean-Rameau. Cette dernière est remisée au moment de l'installation d'une œuvre plus recente, dite le khatchkar. La fontaine Les Jeux de la Mer est restaurée en 2018.